# 李家湾站
李家湾站是位于贵州省遵义市汇川区高坪街道的一个铁路车站，邮政编码563118。车站建于1965年，有川黔铁路经过该站，车站及其上下行区间均已电气化。车站距离重庆站287公里，隶属成都铁路局，是四等站。车站不办理客运业务，货运仅办理专用铁路货运作业。

## 概要
李家湾站原设有3条股道，川黔铁路电气化后股道数目增加至5条，站内设有通往3416库的专用线。未来车站附近将建设一座铁路货场和物流园。2019年10月底原遵义北站站内设备及人员转移至本站。
2013年3月31日16时09分，李家湾站附近的山体突然崩塌落石，落石掉入李家湾车站导致铁轨和信号设施受损，造成一名在车站附近劳作的73岁农民肖某死亡、肖某老伴和儿子被小石块击伤，川黔铁路南段运行中断19小时。